# サルツァ・ディ・ピネローロ
サルツァ・ディ・ピネローロ（伊: Salza di Pinerolo）は、イタリア共和国ピエモンテ州トリノ県にある、人口約80人の基礎自治体（コムーネ）。

## 地理

### 位置・広がり

#### 隣接コムーネ
隣接するコムーネは以下の通り。
- マッセッロ
- ペッレーロ
- プラジェラート
- プラーリ

## 行政

### 分離集落
サルツァ・ディ・ピネローロには、以下の分離集落（フラツィオーネ）がある。
- Didiero, Coppi, Inverso, Campoforano, Serre, Meynier, Missiera, Fontane, Serrevecchio